# بوابة براندنبورغ

بوابة براندنبورغ

بوابة براندنبورغ

بوابة براندنبورغ (بالألمانية: Brandenburger Tor)‏ []  ( سماع)؛ نصب تذكاري من القرن الثامن عشر في برلين مبني بنمط العمارة التقليدية الجديدة، بُني بناءً على أوامر الملك البروسي فريدرش فيلهلم الثاني بعد استعادة السلطة الأورانية من خلال قمع الاضطرابات الشعبية الهولندية. تُعد واحدة من أشهر المعالم في ألمانيا، بُنيت في موقع بوابة سابقة للمدينة كانت بمثابة بداية الطريق من برلين إلى مدينة براندنبورغ أن دير هافل والتي كانت في السابق عاصمة مرغريفية براندنبورغ.
بوابة براندنبورغ (بالألمانية: Brandenburger Tor) هي رمز مدينة برلين والبوابة تحمل اسم ولاية براندنبورغ التي تحيط بولاية برلين وتقع في ساحة باريسر، بدأ بنائها عام 1788 وانتهى عام 1791 ولكن تحطم جزء منها في الحرب العالمية الثانية ثم أعيد بناء الجزء المحطم مرة أخرى.
في حين أن البوابة الوحيدة المتبقية من مدينة برلين كانت تمثل فيما سبق الانقسام في المدينة إلى شرق وغرب برلين، ومنذ سقوط جدار برلين في عام 1989 أصبحت بوابة براندنبورغ ترمز إلى الوحدة الألمانية. وبالإضافة إلى ذلك، هذه البوابة مصنوعة من الحجر الرملي هي واحدة من أروع الأمثلة للكلاسيكية الألمانية.
بنيت بوابة براندنبورغ وفقا لخطط كارل جوتهارد لونغانز من العام 1788 حتى 1791، على غرار البروبيلي لـ أكروبوليس أثينا. في كلا الجانبين، هناك ستة أعمدة دوريسية تدعم عارضة شعاعية يصل عمقها إلى حوالي 11 متراً، والتي تقسم إلى خمس بوابات. في 1793، تم وضع تمثال الكوادريجا (عربة تجرها أربعة خيول) والذي قام بتصميمه يوهان غوتفريد شادو على البوابة، حيث يشير إلى الشرق في اتجاه وسط المدينة.
على ضوء قرار قام باتخاذه مجلس الشيوخ في برلين، منذ أكتوبر 2002 تم إغلاق بوابة براندنبورغ لحركة المرور، بما في ذلك الحافلات وسيارات الأجرة. 